# Valdete Idrizi
Valdete Idrizi (ur. 29 października 1973 w Mitrowicy) – kosowska działaczka społeczna. Za swoją działalność na rzecz pokoju i społeczeństwa obywatelskiego otrzymała wiele nagród i wyróżnień.

## Wczesne życie
Valdete Idrizi etnicznie jest Albanką, urodziła się w Mitrowicy w północnej części Kosowa jako czwarte z ośmiorga dzieci. Jej ojciec był górnikiem i pracował w Trepçy, ośrodku górnictwa cynku, ołowiu oraz srebra, jednym z największych w byłej Jugosławii. Dorastała w etnicznie mieszanym środowisku reprezentującym różne kultury i religie. Różnorodność była stałym elementem w mieście, szkole i rodzinie.
Uczęszczana do szkoły podstawowej im. Hiwzi Sulejmana, przez wiele lat interesowała się amatorsko teatrem. Sytuacja w Mirowicy zmieniła się pod koniec lat 80., kiedy konflikty między Serbami i Albańczykami zaczęły narastać. Jej ojciec brał udział w strajkach górników, a potem uczestniczył w kampanii na rzecz pokoju, na czele której stał Anton Çeta. Idrizi swój dom straciła w 1999, w wyniku działań wojennych Serbów.

## Działalność społeczna
Valdete Idrizi założyła wieloetniczną organizację pozarządową Community Building Mitrovica (CBM), w celu działania na rzecz pokoju i budowania pozytywnych stosunków w zróżnicowanej społeczności w regionie Mitrowica. Od 2002 do 2008 była to jedyna organizacja w tym regionie, która zachęcała do pojednania i odbudowy stosunków między Albańczykami i Serbami. Od lutego 2003 CBM jest oficjalnie zarejestrowana zgodnie z rozporządzeniem UNMIK 1999/22 w sprawie rejestracji i działalności organizacji pozarządowych w Kosowie. Dzięki swoim działaniom udało jej się zorganizować powrót niektórych Serbów do swoich domów w Kosowie, za co otrzymywała groźby śmierci od kosowskich albańskich bojowników. Organizacja sponsoruje ponad 200 projektów wieloetnicznych skierowanych do młodzieży, kobiet, mniejszości, osób przesiedlonych, a także w zakresie kultury i mediów. CBM jest dobrze znana na Bałkanach Zachodnich, ponieważ jej zaangażowanie w niwelowanie podziałów między różnymi społecznościami rozciągają się poza Kosowo.
W grudniu 2011 została wybrana na stanowisko dyrektora zarządzającego CiviKos Platform – instytucji międzysektorowej mającej na celu stworzenie warunków sprzyjających współpracy sektora społeczeństwa obywatelskiego z władzami publicznymi. Idrizi jest także przewodniczącą TACSO Kosovo Local Advisory Group, lokalnego oddziału Technical Assistance for Civil Society Organisations (TACSO) instytucji działającej w ramach Civil Society Facility mechanizmu Unii Europejskiej, który zapewnia wsparcie organizacjom społeczeństwa obywatelskiego (CSO) w tych krajach, które jeszcze nie są częścią UE. W 2017 była kandydatką Demokratycznej Partii Kosowa na stanowisko burmistrza Mitrowicy.

## Nagrody i wyróżnienia
W 2008 Idrizi otrzymała nagrodę International Women’s Courage Award przyznawaną przez Departament Stanu Stanów Zjednoczonych jako hołd za odwagę i przywództwo kobiet walczących o sprawiedliwość społeczną i prawa kobiet.
W 2009 otrzymała nagrodę Soroptimist Peace Prize przyznawaną od 2005 co dwa lata przez Soroptimist International of Europe, w celu uhonorowania osób lub organizacji zasługujących na szczególne uznanie za wybitne osiągnięcia w promowaniu pokoju w ich własnych społecznościach, a także wykraczających poza lokalne działania. Organizacja ma specjalny status doradczy w Radzie Gospodarczej i Społecznej ONZ (ECOSOC).
W 2016 Technical Assistance for Civil Society Organisations przyznała jej nagrodę TheWIFTS Peace Award za zaangażowanie w działania wielu organizacji i fundacji działających na rzecz pokoju w Kosowie.
Valdete Idrizi została uhonorowana tytułem Ambasadora Pokoju przez Universal Peace Federation (UPF), organizację powołaną przez Sun Myung Moona i jego żonę Hak Ja Han Moon. Otrzymała również wiele wyróżnień i wyrazów uznania za swą działalność od organizacji młodzieżowych i społeczeństwa obywatelskiego w swojej społeczności.